# Piani (Kandinskij)
Piani è un dipinto a olio su tela (56x41 cm) realizzato nel 1929 dal pittore Vasilij Kandinskij, conservato nel Guggenheim Museum di New York.

## Descrizione
Lo spazio viene diviso in dodici caselle in cui le forme geometriche distribuite in maniera omogenea.